# Sette meraviglie (programma televisivo)
Sette meraviglie è una serie di documentari, in onda su Sky Arte, che racconta, in ogni stagione, sette patrimoni UNESCO o grandi monumenti italiani.

## Episodi

### Stagione 1
1) Valle dei Templi
2) Reggia di Caserta
3) Santa Maria del Fiore
4) La Torre di Pisa
5) Il Colosseo
6) Palazzo Te
7) Pompei
8) Best of

### Stagione 2
1) I Sassi di Matera
2) Siracusa: la pentapoli
3) Ravenna: i mosaici
4) Padova: la cappella degli Scrovegni
5) Venezia: la basilica di San Marco
6) Urbino: Palazzo ducale
7) Milano: il Cenacolo
8) Best of

### Stagione 3
1) Assisi e la basilica di San Francesco
2) Genova e i palazzi dei Rolli
3) Torino e la Venaria Reale
4) Castel del Monte
5) Lecce e il barocco
6) Siena e Piazza del Campo
7) Roma e la via Appia
8) Best of

### Stagione 4
1) Palermo tra Arabi e Normanni
2) Napoli ai tempi di Caravaggio
3) Tivoli e le sue ville
4) La Costiera amalfitana: gli anni della Repubblica
5) Aquileia, la città nascosta
6) Ferrara e la famiglia d'Este
7) Verona e la Signoria scaligera
8) Best of

### Stagione 5
1) Paestum
2) Le ville palladiane
3) Cerveteri e Tarquinia
4) Le ville medicee
5) La Sardegna nuragica
6) San Gimignano
7) La Roma barocca

### Stagione 6 (Roma)
1) Roma regina delle acque
2) Le chiese paleocristiane
3) Roma sotterranea
4) Castel Sant'Angelo
5) Il Pantheon e il Campo Marzio
6) Piranesi e l'Aventino
7) I Mercati e il Foro di Traiano

### Stagione 7 (Napoli)
1) Da Virgilio a San Gennaro
2) Castel Nuovo – la Napoli medievale
3) Il Rinascimento a Napoli
4) Le anime di Napoli e il Cristo velato
5) I Quartieri Spagnoli – la Napoli barocca
6) La Reggia di Capodimonte – lo splendore borbonico
7) Le Ville vesuviane – Napoli tra mare e fuoco